# Йованович, Драгомир
Драгомир (Драги) Йованович (серб. Драгомир (Драги) Јовановић; 27 июля 1902, Пожаревац — 17 июля 1946, Белград) — югославский сербский политик, мэр Белграда; в годы Второй мировой войны сотрудничал с нацистами.

## Биография
Родился 27 июля 1902 в Пожареваце в смешанной семье (отец Любомир — серб, мать Вильма — немка). Окончил гимназию в Велики-Градиште, учился также в Белграде. Там начал свою политическую карьеру как полицейский чиновник Белградской мэрии. Спустя 10 лет Йованович был назначен руководителем полиции Белграда в знак заслуг перед королём Александром I, поскольку незадолго до его визита раскрыл заговор усташей и предотвратил покушение на монарха. После установления диктатуры 6 января Йованович начал активную борьбу против деятелей Коммунистической партии.
После оккупации страны войсками блока Оси Йованович вошёл в Правительство национального спасения Милана Недича и был назначен мэром Белграда, а вскоре по распоряжению немецкой администрации был поставлен и на должность руководителя жандармерии Сербии. Наконец, его назначили и главой Сербской государственной стражи с правом назначения и увольнения офицеров. Таким образом, Драги Йованович стал лицом №2 в списке коллаборационистов. Фактически, в его руках были сосредоточены вся власть в Белграде и руководство полицией всей оккупированной Сербии. Среди его сторонников были многочисленные шпионы в рядах антинемецкого движения: Бошко Бераревич, Космаяц и Светозар Вуйкович.
Большую часть своих сил Йованович тратил на борьбу со всеми противниками своей власти и борцами против "Оси" и её союзников, особенно с симпатизировавшими четникам и коммунистической партии. Тайная полиция за годы правления Йовановича арестовала около 1500 человек, из них 600 были расстреляны. Люди Йовановича стали печально известны благодаря пыткам и издевательствам, которые не уступали гестаповским методам допрашивания (с гестаповцами Драги сотрудничал с 1936 года). Это и привело к затормаживанию партизанской деятельности по всей стране.
В октябре 1944 года после освобождения Белграда советскими войсками, болгарскими силами и югославскими партизанами Йованович сбежал в Австрию, но 1 мая 1945 в Брегенце его арестовали французские войска. Он был депортирован в Карлсруэ, а 12 июля выдан югославским войскам. Йованович пытался покончить с собой, раскусив капсулу с ядом, но его успели госпитализировать и спасти.
В 1946 году состоялся Белградский процесс, на котором Йовановичу предъявили обвинения в сотрудничестве с нацистами, массовых убийствах деятелей сопротивления, гибели мирных людей в концлагере Баница и поддержке коллаборационистов. В итоге бывшему мэру Белграда вынесли смертный приговор, который и был приведён в исполнение 17 июля 1946.